# ADN-T

ADN-T, dans son plasmide Ti

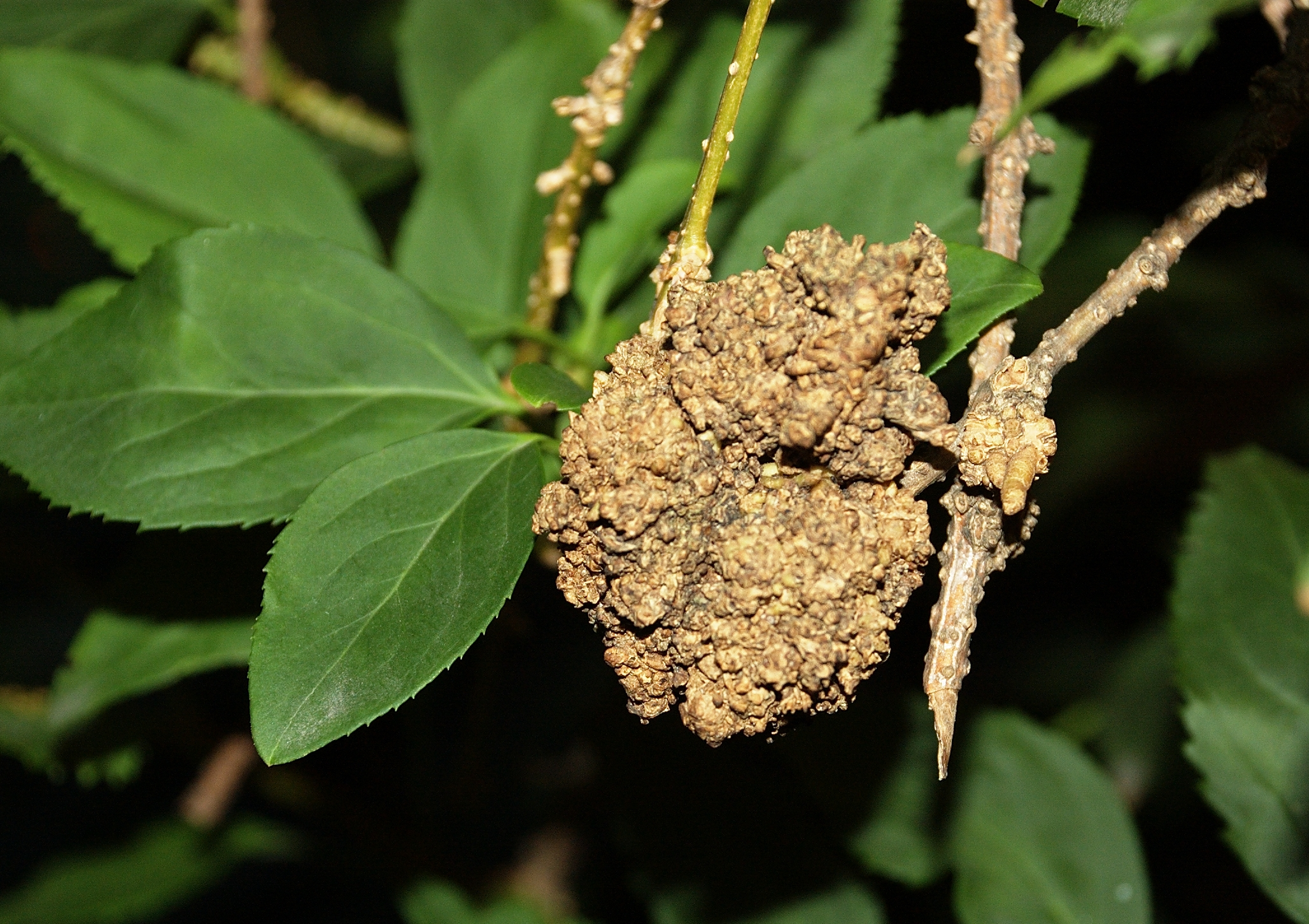
Galle du collet provoquée par A. tumefaciens

Ne doit pas être confondu avec ARNt.
L'ADN-T, ou ADN de transfert, est un ADN capable de s'intégrer au génome d'une plante. Lorsqu'une agrobactérie pathogènes des végétaux infecte une plante, elle  transfert son ADN-T à ses cellules. L'expression des gènes de l'ADN-T dans les cellules du tissu végétal vont alors provoquer la formation d'une galle ou d'un réseau dense de racines. Agrobacterium tumefaciens et Agrobacterium rhizogenes sont des exemples de bactéries pathogènes des plantes capables de leur transférer leur ADN-T. Ce type d'ADN présente un intérêt majeur dans le domaine de la biotechnologie.

## Insertion au génome végétal
Dans les agrobactéries, l'ADN-T est contenu dans des plasmides. Il peut s'agir d'un plasmide Ti, comme chez Agrobacterium tumefaciens, ou bien d'un plasmide Ri, comme chez Agrobacterium rhizogenes. Le plasmide Ti et le plasmide Ri contiennent des gènes de virulence codant pour des protéines Vir. Lorsque l'Agrobacterium infecte une blessure chez une plante, la bactérie s'attache à une cellule végétale, puis y injecte son ADN-T associé aux protéines Vir. Les protéines Vir vont guider l'ADN-T jusqu'à l'intérieur du noyau de la plante. L'ADN-T va alors s'intégrer au génome nucléaire de la cellule. Les gènes portés par l'ADN-T sont alors exprimés dans la cellule végétale, modifiant ainsi le comportement de cette cellule. Pour les infections par des bactéries portant le plasmide Ti, cette infection conduit à la formation d'une tumeur (comme la galle du collet). Pour les infections par les bactéries portant le plasmide Ri, elle conduit à la formation désordonnée de racines.

## Organisation génique
L’ADN-T est un ADN simple brin mesurant 24 kilobases. Il code pour des enzymes permettant la synthèse d’opines et de phytohormones, responsables de la reprogrammation des cellules végétales pour la formation de tumeurs ou de racines. Il est délimité par deux séquences répétées en tandem de 25 bases nucléotidiques, permettant l'initiation et la terminaison de son transfert.

## Intérêt en biotechnologie
La modification génétique de cellules végétales en utilisant l'ADN-T de Agrobacterium tumefaciens est une technique de biotechnologies largement utilisée depuis les années 1980.

### Création de plante transgénique
Les régions codantes des enzymes contenues dans l’ADN-T peuvent être remplacées par une séquence d’intérêt pouvant être ainsi insérée de manière stable dans le génome végétal. Cette utilisation permet la création de plante transgénique,.
On peut ainsi introduire au génome d'une plante des gènes d'intérêt ainsi qu'un marqueur de sélection permettant de ne sélectionner que les plantes pour lesquelles la manipulation a fonctionné. Par exemple, introduire un gène de résistance à un herbicide en tant que marqueur de sélection permettra, après avoir inoculé les plantes avec des agrobactéries, de ne sélectionner que les plantes ayant intégré l'ADN-T à leur génome en les exposant au facteur de sélection, ici l'herbicide.
On s'assure ainsi que l'entièreté des plantes sélectionnées présentent les gènes d'intérêt. Certains facteurs peuvent améliorer ou détériorer l'efficacité de la technique, comme le génotype des plantes utilisées, les types et les âges des tissus inoculés, le type de vecteur, les souches d'Agrobacterium utilisées, les gènes marqueurs de sélection et les agents sélectifs, ainsi que diverses conditions de la culture tissulaire.

### Mutagénèse insertionelle
Cette procédure de transfert d'ADN-T peut également être utilisé pour générer des insertions aléatoires dans les génomes végétaux, afin d’obtenir des mutations de gènes, on parle alors de mutagénèse insertionnelle. L'insertion d'une séquence d'ADN-T est en soi une mutation, et son insertion marque le gène affecté, permettant ainsi son isolement en tant que séquence de flanc de l'ADN-T.

### Utilité en génétique inverse
La génétique inverse consiste à tester la fonction présumée d’un gène connu en le perturbant, puis en recherchant l’effet de cette mutation induite sur le phénotype de l’organisme. Le marquage mutagène d'ADN-T permet le criblage des populations par mutations insertionnelles d'ADN-T. Les collections de mutations connues provoqués par l'insertion de l’ADN-T fournissent ainsi des ressources pour étudier les fonctions des gènes individuels. L'utilisation de l'insertion d'ADN-T en génétique inverse a, par exemple, permis d'étudier en profondeur le génome de la plante modèle Arabidopsis thaliana,.